# پورزند وسطی
پورزند وسطی ، بورزند وسطی ، پورزند وسط یا پورزند میانی یکی از روستاهای دهستان لواسان بزرگ بخش لواسانات در شهرستان شمیرانات استان تهران ایران است.

## جمعیت
جمعیت این روستا بر اساس سرشماری سال ۱۳۸۵ حدود ۳۵ نفر است که قطعاً تا کنون افزایش یافته است.